# Tyrannochthonius helenae
Tyrannochthonius helenae es una especie de arácnido  del orden Pseudoscorpionida de la familia Chthoniidae.

## Distribución geográfica
Se encuentra en Santa Helena.